# Бюсьер (Кот-д’Ор)
Бюсье́р (фр. Bussières) — коммуна во Франции, находится в регионе Бургундия. Департамент коммуны — Кот-д’Ор. Входит в состав кантона Грансе-ле-Шато-Нёвель. Округ коммуны — Дижон.
Код INSEE коммуны — 21119.

## Население
Население коммуны на 2010 год составляло 41 человек.
| 1962 | 1968 | 1975 | 1982 | 1990 | 1999 | 2010 |
| ---- | ---- | ---- | ---- | ---- | ---- | ---- |
| 60   | 56   | 46   | 38   | 50   | 47   | 41   |

## Экономика
В 2010 году среди 30 человек трудоспособного возраста (15—64 лет) 24 были экономически активными, 6 — неактивными (показатель активности — 80,0 %, в 1999 году было 53,6 %). Из 24 активных жителей работали 23 человека (14 мужчин и 9 женщин), безработным был 1 мужчина. Среди 6 неактивных 2 человека были учениками или студентами, 2 — пенсионерами, 2 были неактивными по другим причинам.